# Brynamman
Brynamman (in het Welsh: Brynaman) is een plaats in Wales, in het bestuurlijke graafschap Carmarthenshire en in het ceremoniële behouden graafschap Dyfed. 